# Лончари (Доњи Жабар)
Лончари су насељено мјесто у општини Доњи Жабар, Република Српска, БиХ. Према попису становништва из 2013. године, у насељу је живјело 890 становника.
Овде постоји ФК Младост Лончари.

## Становништво
Према попису становништва из 1991. године, мјесто је имало 484 становника.
| Демографија | Демографија | Демографија |
| Година      | Становника  | Становника  |
| ----------- | ----------- | ----------- |
| 1948.       | 457         |             |
| 1953.       | 496         |             |
| 1961.       | 479         |             |
| 1971.       | 467         |             |
| 1981.       | 492         |             |
| 1991.       | 484         |             |
| 2013.       | 890         |             |